# Талма-Богаз

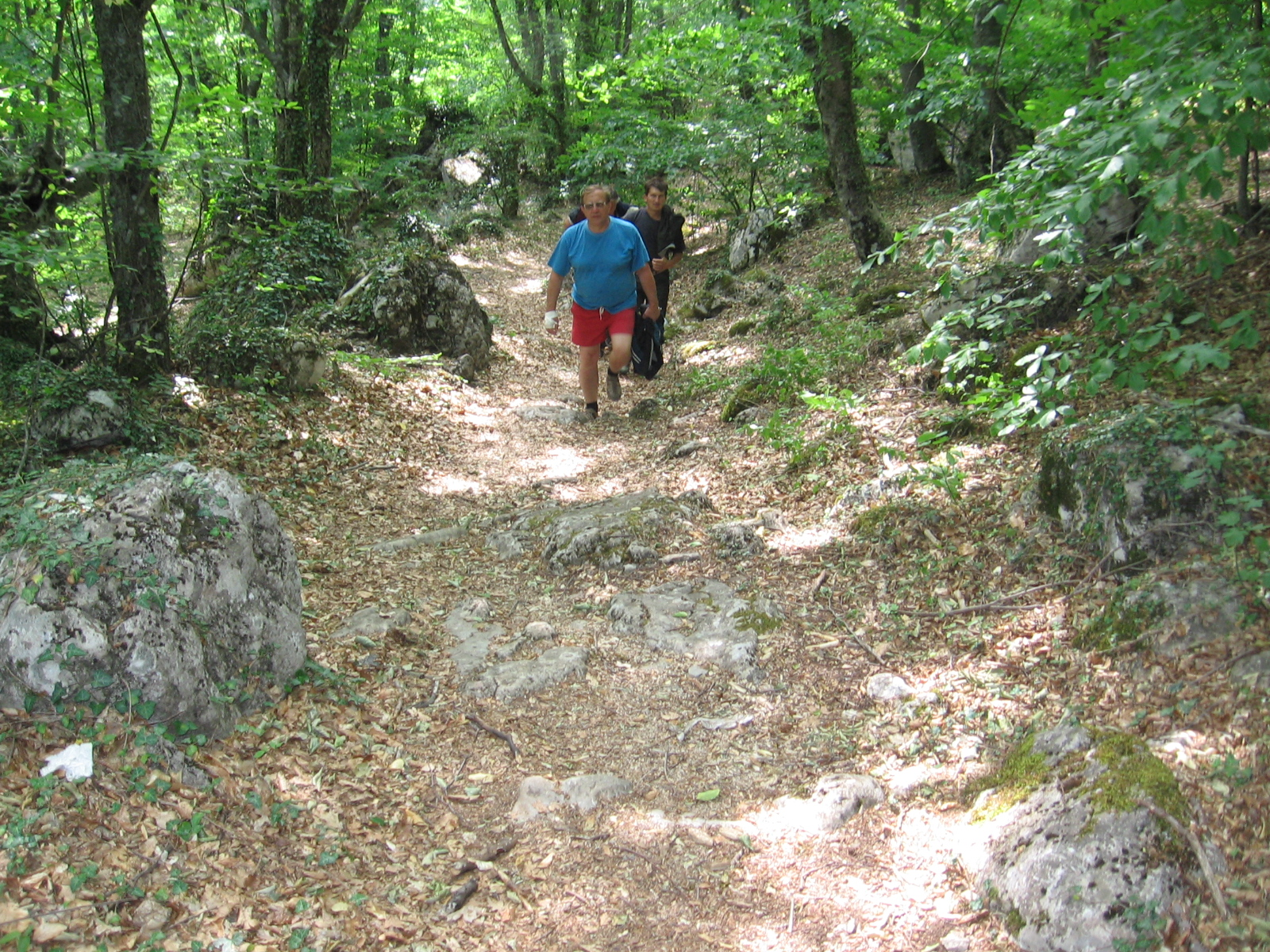
Тропа Талма-Богаз в районе Парагильмен.

Талма́-Бога́з (укр. Талма-Богаз, крымскотат. Talma Boğaz, Талма Богъаз) — тропа-проход в Горном Крыму, которая является одним из самых удобных подъёмов на плато Бабуган — Бабуган-яйлу. Тропу еще называют Ламбат-богаз (крымскотат. проход к селению Кучук-Ламбат). Название переводится с крымскотатарского как «перевал (или проход) усталости», где «талмак» — «уставать», «богаз» — «перевал, проход».
Тропа начинается в 4-х километрах от Малого Маяка на высоте около 350 метров, пересекает лесистое урочище Карши-Даг на южных склонах горы Куш-Кая и выходит к грунтовой автомобильной дороге, идущей из Запрудного к источнику Ак-Чокрак через некатегорийный перевал Талма на высоте 1280 метров.
Примерно посередине маршрута подъема на Бабуган-яйлу обустроен каптированный  источник Талма или «Ложка».

## Галерея

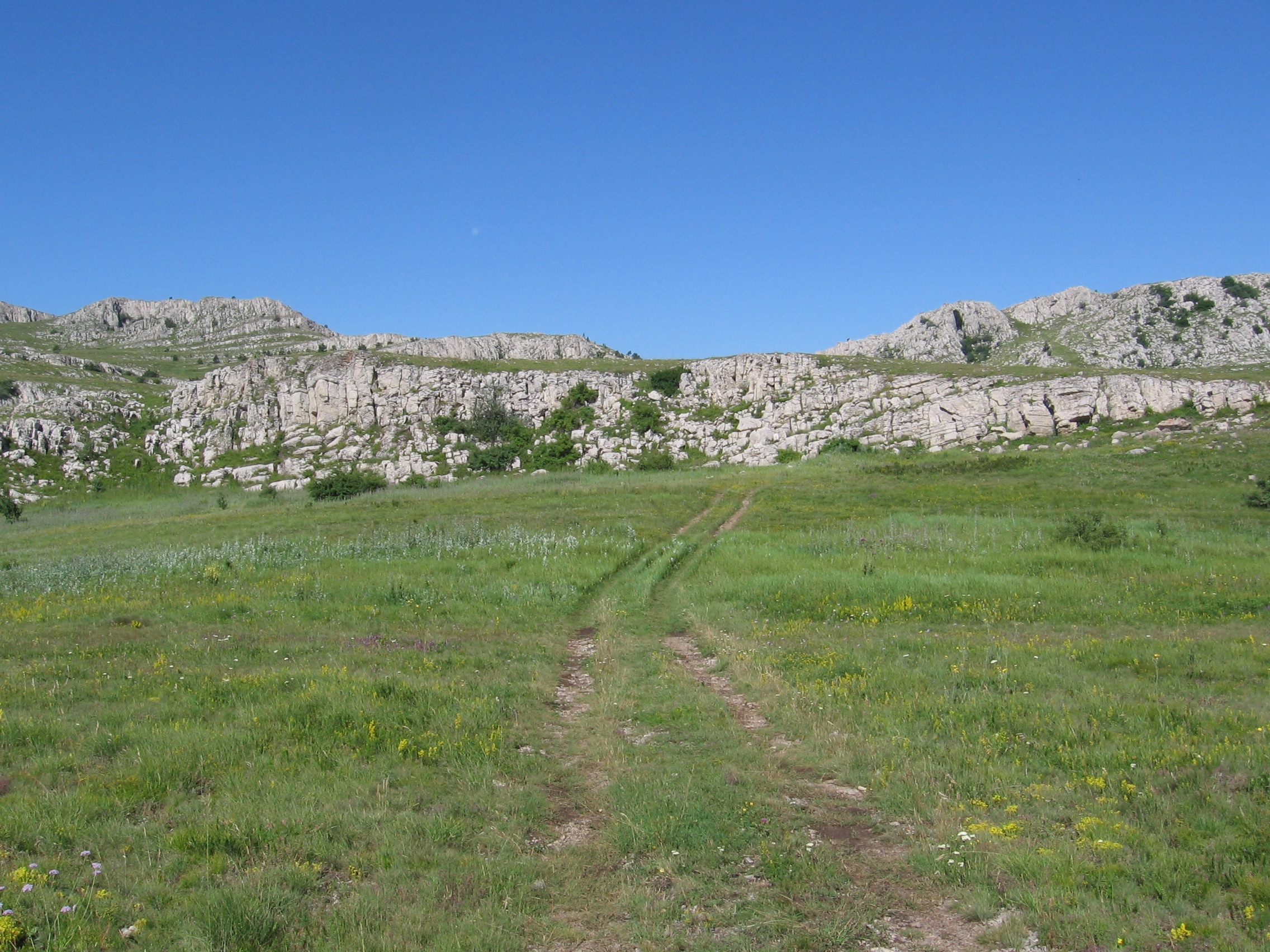
Тропа Талма-Богаз на Бабуган-Яйле
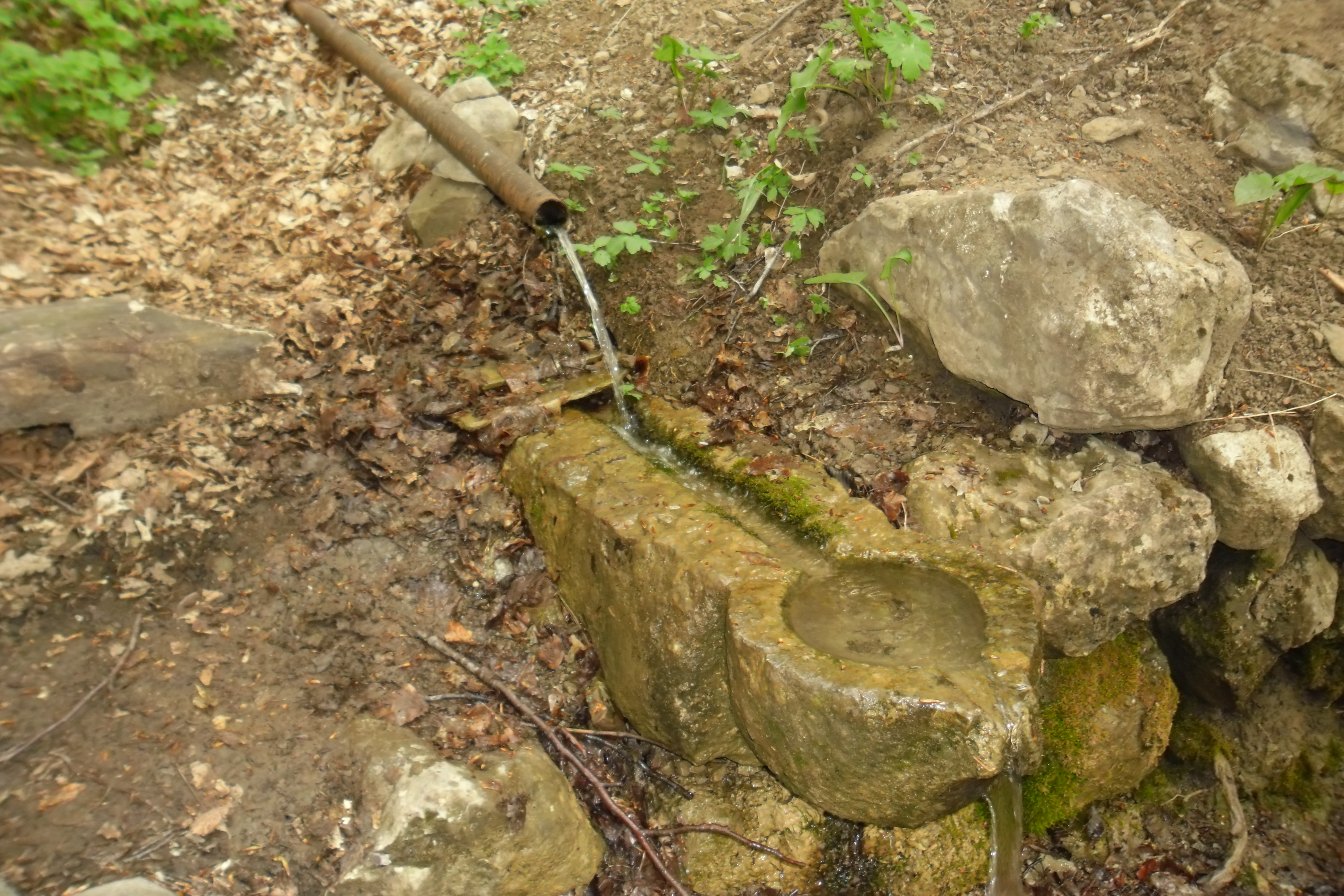
Источник ("Талма"). на тропе Талма-Богаз